# Cymatiidae
Cymatiidae zijn een familie van weekdieren uit de klasse van de Gastropoda (slakken).

## Geslachten
- Argobuccinum Herrmannsen, 1846
- Austrosassia Finlay, 1931
- Austrotriton Cossmann, 1903
- Cabestana Röding, 1798
- Cymatiella Iredale, 1924
- Cymatium Röding, 1798
- Cymatona Iredale, 1929
- Distorsomina Beu, 1998
- Fusitriton Cossmann, 1903
- Gelagna Schaufuss, 1869
- Gutturnium Mörch, 1852
- Gyrineum Link, 1807
- Halgyrineum Beu, 1998
- Linatella Gray, 1857
- Lotoria Emerson & Old, 1963
- Monoplex Perry, 1810
- Personella Conrad, 1865
- Proxicharonia Powell, 1938
- Ranularia Schumacher, 1817
- Reticutriton Habe & Kosuge, 1966
- Sassia Bellardi, 1873
- Septa Perry, 1810
- Turritriton Dall, 1904